# 馬特奧·里奇
馬特奧·里奇（義大利語：Matteo Ricci；1994年5月27日—），意大利足球運動員，現效力意乙球會森多利亞，司職攻擊中場。

## 俱樂部生涯
馬特奧·里奇出生於意大利首都羅馬，自小與其雙胞胎兄弟費德里科·里奇熱愛足球，期後兩人一同成功考入家鄉球隊羅馬的青訓系統，接受足球訓練。於青年隊時，里奇憑著穩定的水準，成為了青年隊的中場主力，到17歲時更獲球隊給予一份職業球員合約，並獲提升至一隊，正式出道。
不過，由於當時球隊在中場位置有、等具經驗的球員，令里奇自然未能夠於一隊中取得一個主力位置，故只能夠被球隊外借，雖然成功於次級聯賽中成為主力，獲得不少上陣機會，而且有著顯著進步，但與此同時亦代表著距離重返羅馬成為中場主力的機會卻越來越遠，結果這名中場於2018年決定正式離隊，加盟當時還身處意乙的斯佩齊亞。
來到斯佩齊亞後，憑著之前外借到其他意乙球隊時的出色表現，里奇已證明自己實力，故於加盟球隊亦立即成為中場主力，表現相當穩定，加盟後首季助球隊進入升級附加賽，但於初賽出局；去季里奇隨球隊整季於聯賽上陣了25場，取得了4個進球及作出了5次助攻，助球隊再次進入升級附加賽，成功晉級決賽，並於決賽力壓由前意大利國腳執教的弗羅西諾內，帶領球隊歷史性升上意甲聯賽。

## 國家隊生涯
憑著今季於意甲首個賽季的表現，里奇獲得意大利國家足球隊主帥的徵召，於3月備戰世界杯預選賽時首度獲得徵召，雖然於3場預選賽中沒有上陣，但已成為85年來首名入選意大利國家隊的斯佩齊亞球員。

## 外部連結
- Soccerway資料庫：Matteo Ricci